# Vinnie Vermeer
Vinnie Vermeer (Berkel-Enschot, 2 juli 1995) is een Nederlands voetballer die bij voorkeur als middenvelder speelt.

## Carrière
Vermeer voetbalde in de jeugd van Jong Brabant tot hij werd opgenomen in de jeugdopleiding van PSV. Die verruilde hij in 2011 voor FC Eindhoven. Hiervoor debuteerde Vermeer op zestienjarige leeftijd in het betaald voetbal, als invaller voor Jasper Waalkens in een wedstrijd thuis tegen SC Veendam en werd daarmee de jongste veldspeler die voor FC Eindhoven debuteerde.
Vermeer tekende in september 2014 bij NAC Breda. Na een half jaar zonder speelminuten in het eerste elftal verruilde hij de club voor een contract bij Deportivo Azogues. uitkomend in de Serie B in Ecuador waarvoor hij in 15 wedstrijden uitkwam.Hij keerde in juni 2016 terug naar Breda en tekende hier ditmaal een contract tot medio 2019. In de zomer van 2017 werd hij verhuurd aan FC Oss. In januari 2018 werd bekend dat Vermeer het seizoen op huurbasis zou gaan afmaken voor tweededivisionist SV TEC. Vermeer, keerde na zijn verhuurperiode in juli 2018 terug bij NAC Breda. In januari 2019 vervolgde Vermeer zijn loopbaan in de Verenigde Staten bij Nashville SC dat uitkomt in het USL Championship. In juli 2019 werd hij verhuurd aan competitiegenoot Las Vegas Lights. In september 2020 keerde Vermeer  terug bij FC Eindhoven. In de transfer window van januari 2022 tekende  Vinnie Vermeer een contract voor TEC. Daarnaast is Vermeer actief als jeugdtrainer binnen de PSV jeugdopleiding.